# True Whig Party
Le True Whig Party (TWP) est un parti politique du Liberia, fondé en 1869. Représentant les intérêts des Américano-Libériens, le TWP était le seul parti politique légal de facto dans le pays entre 1878 jusqu'au coup d’État de 1980. Cette hégémonie est considérée comme le premier système politique à parti unique du monde.

## Histoire
À l’origine, son idéologie était largement inspirée de celle du parti libéral américain, le Parti Whig. Il fut le principal instrument de l'exercice sans partage du pouvoir au Liberia par les descendants des Afro-Américains installés sur ce territoire à partir de 1821.
En effet, jusqu'en 1945, seuls les colons afro-américains et leurs descendants jouissaient du statut de citoyen, et donc du droit de vote. La population autochtone était quant à elle asservie à un régime de travail obligatoire dans les grandes plantations. Dans les années 1930, le Libéria vendait encore par exemple des travailleurs forcés à certaines colonies portugaises, ce qui provoqua en 1931 la protestation de la SDN et un boycott de cinq ans par les États-Unis et la Grande-Bretagne.
Le True Whig continua ensuite à être considéré en Occident comme un garant de stabilité. Les pays occidentaux, au premier rang desquels les États-Unis et l'Allemagne, investirent massivement  dans le pays sous la présidence de William Tubman, entre 1944 et 1971.
Le parti perdit le pouvoir en avril 1980 après la chute et l'assassinat de William Richard Tolbert, renversé par un coup d’État. La majorité de ses partisans quitta alors ses rangs.
Le True Whig prit part aux élections de 2005, au sein de la Coalition pour la transformation du Libéria.
En 2015, le TWP a nommé l'ancien ministre de l'Information du gouvernement, Reginald Goodridge, comme nouveau président et a été enregistré avec succès comme parti individuel pour les élections de 2017, mais a finalement obtenu 0,96 % des voix.